# (33371) 1999 BS11
1999 BS11 (asteroide 33371) é um asteroide da cintura principal. Possui uma excentricidade de 0.19639580 e uma inclinação de 3.27237º.
Este asteroide foi descoberto no dia 21 de janeiro de 1999 por ODAS em Caussols.